# Finn Lemke
Finn Lemke, né le 30 avril 1992 à Brême, est un ancien handballeur allemand évoluant au poste d'arrière gauche dans le club allemand du MT Melsungen depuis 2017 jusqu'à sa retraite en 2023 .
Il est notamment champion d'Europe 2016 avec l'équipe nationale d'Allemagne.

## Palmarès

### En équipe nationale
- Médaille d'or au Championnat d'Europe 2016 en Pologne
- Médaille de bronze aux Jeux olympiques de 2016 au Brésil
- 9e place au Championnat du monde 2017
- 9e place au Championnat d'Europe 2018
- 4e place au Championnat du monde 2019

### En clubs
- Vainqueur de la Coupe d'Allemagne (1) : 2016